# Ranen

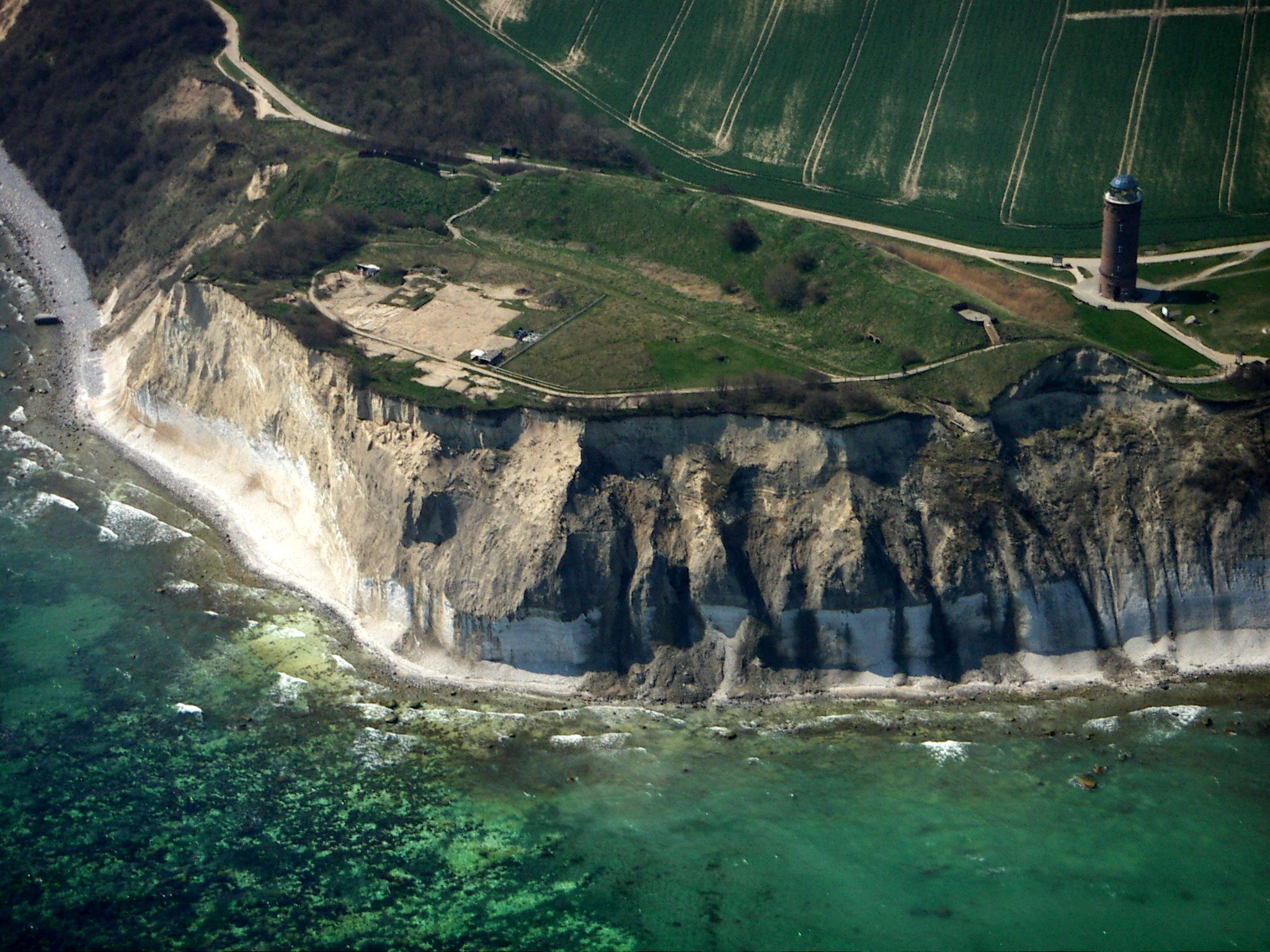
Ausgrabungsarbeiten in der Tempelburg am Kap Arkona

Die Ranen (auch Rujanen, Ruani, Rugini) waren ein westslawisches Volk auf der Insel Rügen und dem umliegenden Festland.

## Name
Laut Jürgen Udolph handelt es sich  um einen Schreibfehler des mittelalterlichen Kopisten A1, bei der die Nennung in der einzigen ursprüngliche Quelle Gesta Hammaburgensis ecclesiae pontificum des Adam von Bremens, die nur in Abschriften erhalten ist, von Runi, das aus „Rugani“, „Rujani“ verkürzt worden war, in Rani verfälscht worden ist.

## Kultur und Religion

Christianisierung der Ranen

Die Fürsten der Ranen herrschten von der Wallburg Charenza, die früher mit dem Burgwall bei Garz, nach den Ergebnissen neuerer interdisziplinärer Studien aber mit dem Burgwall bei Venz gleichgesetzt wird, und dem Rugard beim heutigen Bergen aus. Daneben existierte eine mächtige Priesterkaste mit großem Grundbesitz und überregionalem Einfluss.
Die polytheistische Religion der Ranen kannte eine Reihe mehrköpfiger Götter, die als überlebensgroße Holzstatuen in verschiedenen Tempeln verehrt wurden. Den religiösen Mittelpunkt bildete die heute Jaromarsburg genannte Tempelanlage am Kap Arkona, in der der vierköpfige Hauptgott Svantevit verehrt wurde.
Nach der Zerstörung Rethras im Jahre 1068/69 übernahm Arkona dessen Bedeutung als religiöses Zentrum der heidnischen Ostseeslawen. Auf Svantevit könnte auch der Name Wittow zurückgehen, da wohl die gesamte Halbinsel zum Tempel gehörte.
Andere wichtige Götter waren ihr Schutzpatron Rugievit sowie Porenut und Porevit, deren Tempel sich in Charenza befanden, und Tjarnaglofi, der in einem heute Herthaburg genannten Tempel auf Jasmund verehrt wurde.

## Wirtschaft
Wirtschaftliche Basis der Ranen waren Viehzucht, Ackerbau und Fischfang. Im 12. Jahrhundert waren die Ranen gefürchtete, nach Wikingerart operierende Seeräuber. Ihr wichtigster Seehandelsplatz war Ralswiek am südlichsten Punkt des Großen Jasmunder Boddens. Sie unterhielten weitverzweigte Handelsbeziehungen mit Skandinavien und dem Baltikum.

## Sprache
Die Sprache der Ranen war ein polabischer Dialekt im lechischen Zweig des Westslawischen. Im Zuge des Landesausbaus und der damit einhergehenden (nieder-)deutschen Besiedlung wurde das Ostniederdeutsche im 13. Jahrhundert Amts- und bald auch unter den Ranen Alltagssprache. Die letzte ranisch sprechende Frau soll 1404 auf Jasmund gestorben sein.

## Geschichte
Die Herausbildung des Stammes der Ranen erfolgte, nachdem ein Teil der ab dem 7. Jahrhundert im Zuge der Völkerwanderung in die ehemals ostgermanischen Gebiete zugewanderten Slawen sich Siedlungskammern auf und um Rügen erschloss, welche vor der Völkerwanderung von den Rugiern bewohnt waren. Teile der Insel und des umgebenden Festlandes waren jedoch kontinuierlich besiedelt, sodass die rugische Restbevölkerung wahrscheinlich assimiliert und ihr Name in der slawisierten Form auf die R(uj)anen überging.
Erwähnung finden die Ranen nach neuerer Auffassung erstmals bei Widukind von Corvey, als sie 955 als Gefolgsleute des sächsischen Markgrafen Gero an der Schlacht an der Raxa teilnahmen. Anfang des 12. Jahrhunderts versuchten die Dänen mehrmals, die ranische Vormachtstellung in der südlichen Ostsee zu brechen.
Die Ranen verloren ihre Unabhängigkeit, als die christlichen Dänen unter König Waldemar I. und dem Roskilder Bischof Absalon am 15. und 16. Juni 1168 die Tempelburg auf dem Kap Arkona eroberten. Nach der dänischen Einnahme dieses Hauptheiligtums kapitulierten die Ranen und übergaben Charenza kampflos. Daraufhin wandten sich die rügenschen Fürsten dem Christentum zu und sicherten so ihre Vormachtstellung in die neue Zeit hinein. Fürst Jaromar I. wurde zum Lehnsmann des dänischen Königs und die Insel wurde Bestandteil des dänischen Bistums Roskilde, während das Festland dem Bistum Schwerin unterstellt wurde. Die Ranen kämpften nun auf Seite der Dänen gegen die Pomoranen, bis 1186 war ganz Pommern dänisch geworden.
Zur Festigung des Christentums wurden die Klöster Hilda, Bergen und Neuenkamp errichtet.
In dieser Zeit der mittelalterlichen deutschen Ostkolonisation wurden die Ranen christianisiert und aus den westelbischen Gebieten wanderten Niedersachsen, Westfalen, Holsteiner, Friesen, Holländer und Flamen zu.
Dadurch starb die polabische Sprache der auch Rügenslawen genannten Ranen am Anfang des 15. Jahrhunderts endgültig aus. Die meisten heutigen Ortsnamen auf Rügen sind aber – wie auch viele Familiennamen – slawischen Ursprungs.
Mit Wizlaw III. von Rügen starb im Jahre 1325 der letzte slawische Fürst Rügens.